# Hans Grahl-Madsen
Hans Grahl-Madsen (14 luglio 2003) è uno sciatore alpino norvegese.

## Biografia
Specialista delle prove tecniche attivo dal novembre del 2019, Grahl-Madsen ha esordito in Coppa Europa il 7 gennaio 2022 a Berchtesgaden in slalom speciale (31º); ai Mondiali juniores di Sankt Anton am Arlberg 2023 ha vinto la medaglia di bronzo nella gara a squadre e a quelli di Alta Savoia 2024 ha conquistato la medaglia d'oro nella medesima gara e quella di bronzo nello slalom speciale. Ha debuttato in Coppa del Mondo il 10 febbraio 2024 a Bansko in slalom gigante, senza completare la prova; in Coppa Europa ha conquisto il primo podio il 26 febbraio successivo a Pass Thurn nella medesima specialità (3º) e la prima vittoria il 20 marzo 2025 a Norefjell in slalom speciale. Non ha preso parte a rassegne olimpiche o iridate.

## Palmarès

### Mondiali juniores
- 3 medaglie:
  - 1 oro (gara a squadre ad Alta Savoia 2024)
  - 2 bronzi (gara a squadre a Sankt Anton am Arlberg 2023; slalom speciale ad Alta Savoia 2024)

### Coppa Europa
- Miglior piazzamento in classifica generale: 14º nel 2025
- 2 podi:
  - 1 vittoria
  - 1 terzo posto

#### Coppa Europa - vittorie
| Data          | Località  | Paese    | Specialità |
| ------------- | --------- | -------- | ---------- |
| 20 marzo 2025 | Norefjell | Norvegia | SL         |

Legenda:

SL = slalom speciale

### Campionati norvegesi
- 1 medaglia:
  - 1 oro (slalom speciale nel 2025)